# Casa Vilardell (Sentmenat)
La Casa Vilardell és una obra del municipi de Sentmenat (Vallès Occidental) inclosa en l'Inventari del Patrimoni Arquitectònic de Catalunya.

## Descripció
És un edifici entre mitgeres, de planta baixa, pis i golfes. La façana principal presenta una composició simètrica: a la planta baixa hi ha a la dreta, la porta d'accés d'arc escarser i una altra porta a l'esquerra, de la mateixa tipologia. El pis principal està ocupat per un balcó de dues obertures allindanades, emmarcades per una motllura que en la seva part superior és d'arc escarser. Entre ambdues obertures, hi ha un medalló en relleu amb la data de 1893. Al pis de les golfes, hi ha vuit obertures rectangulars separades per petites pilastres adossades que serveixen de base a unes mènsules que, a la vegada, suporten un ràfec. A la banda dreta del conjunt, hi ha un altre cos de planta i pis amb un gran finestral a la planta baixa de dues obertures, amb reixa i tribuna superior al primer pis, de tipus senzill.

## Història
L'edifici va ser construït l'any 1893 d'acord amb les pautes estètiques de l'eclecticisme pròpies d'aquell període.